# Borrowed Time
Borrowed Time è il secondo album in studio del gruppo musicale britannico Diamond Head, pubblicato il 27 settembre 1982 dalla MCA Records.

## Tracce
Testi e musiche di Sean Harris e Brian Tatler.
1. In the Heat of the Night – 4:57
2. To Heaven from Hell – 6:14
3. Call Me – 3:54
4. Lightning to the Nations – 4:09
5. Borrowed Time – 7:39
6. Don't You Ever Leave Me – 7:56
7. Am I Evil? – 7:21

Tracce bonus
1. Trick or Treat – 3:30
2. Dead Reckoning – 3:31
3. Shoot Out the Lights – 3:23
4. In the Heat of the Night – 3:20
5. Play It Loud (Live) – 6:12
6. Sweet and Innocent (Live) – 3:33
7. Interview with Sean Harris and Colin Kimberley – 13:38

## Formazione
- Sean Harris – voce
- Brian Tatler – chitarra
- Colin Kimberley – basso
- Duncan Scott – batteria